# 馬來西亞內閣
马来西亚内阁是马来西亚联邦政府的行政机构，由首相所领导，内阁部长定期向国会汇报，集体对国会负责。根据宪法第43条文，内阁成员必须由国会中选出，首先在下议院中得到最多國會議員支持的议员会被推举为首相，然后最高元首会根据首相所提交的名单中选出内阁部长和副部长，内阁部长定期在每个星期三召开内阁会议，唯副部长并无权出席该项会议。但如果撞上国会会议，内阁会议将会在星期五进行。
在2008年以前，内阁中还有政务次长一职，该职务的主要内容是在国会中负责回答议员的提问，但在2008年大选后组成的内阁未再任命此职务。

## 历届内阁
自1957年以来，先后有10位首相、共23届内阁。
| 序 | 内阁             | 首相          | 就任日期       | 卸任日期       | 在任时长 | 成员数                                 |
| -- | ---------------- | ------------- | -------------- | -------------- | -------- | -------------------------------------- |
| 1  | 第一次拉曼内阁   | 东姑阿都拉曼  | 1957年8月31日  | 1959年8月19日  | 1年353天 | - 13名部长                             |
| 2  | 第二次拉曼内阁   | 东姑阿都拉曼  | 1959年8月22日  | 1964年4月24日  | 4年246天 | - 16名部长 - 6名助理部长               |
| 3  | 第三次拉曼内阁   | 东姑阿都拉曼  | 1964年4月25日  | 1969年5月10日  | 5年15天  | - 20名部长 - 5名助理部长 - 4名政务次长 |
| 4  | 第四次拉曼内阁   | 东姑阿都拉曼  | 1969年5月11日  | 1970年12月21日 | 1年224天 | - 9名部长                              |
| 5  | 第一次拉萨内阁   | 敦阿都拉萨    | 1970年12月22日 | 1974年8月24日  | 3年245天 | - 22名部长 - 7名副部长 - 5名政务次长   |
| 6  | 第二次拉萨内阁   | 敦阿都拉萨    | 1974年8月25日  | 1976年1月14日  | 1年142天 | - 20名部长 - 16名副部长 - 9名政务次长  |
| 7  | 第一次胡先内阁   | 胡先翁        | 1976年1月15日  | 1978年7月8日   | 2年174天 | - 22名部长 - 20名副部长 - 8名政务次长  |
| 8  | 第二次胡先内阁   | 胡先翁        | 1978年7月9日   | 1981年7月15日  | 3年6天   | - 23名部长 - 22名副部长 - 9名政务次长  |
| 9  | 第一次马哈迪内阁 | 马哈迪·莫哈末 | 1981年7月16日  | 1982年4月21日  | 279天    | - 24名部长 - 22名副部长 - 10名政务次长 |
| 10 | 第二次马哈迪内阁 | 马哈迪·莫哈末 | 1982年4月22日  | 1986年8月2日   | 4年102天 | - 24名部长 - 29名副部长 - 9名政务次长  |
| 11 | 第三次马哈迪内阁 | 马哈迪·莫哈末 | 1986年8月11日  | 1990年10月26日 | 4年76天  | - 24名部长 - 31名副部长 - 10名政务次长 |
| 12 | 第四次马哈迪内阁 | 马哈迪·莫哈末 | 1990年10月27日 | 1995年5月3日   | 4年188天 | - 26名部长 - 30名副部长 - 14名政务次长 |
| 13 | 第五次马哈迪内阁 | 马哈迪·莫哈末 | 1995年5月4日   | 1999年12月14日 | 4年224天 | - 30名部长 - 27名副部长 - 14名政务次长 |
| 14 | 第六次马哈迪内阁 | 马哈迪·莫哈末 | 1999年12月15日 | 2003年11月2日  | 3年322天 | - 30名部长 - 28名副部长 - 16名政务次长 |
| 15 | 第一次阿都拉内阁 | 阿都拉巴达威  | 2003年11月3日  | 2004年3月26日  | 144天    | - 31名部长 - 29名副部长 - 16名政务次长 |
| 16 | 第二次阿都拉内阁 | 阿都拉巴达威  | 2004年3月27日  | 2008年3月8日   | 3年347天 | - 34名部长 - 39名副部长 - 20名政务次长 |
| 17 | 第三次阿都拉内阁 | 阿都拉巴达威  | 2008年3月9日   | 2009年4月9日   | 1年31天  | - 32名部长 - 38名副部长                |
| 18 | 第一次纳吉内阁   | 纳吉·阿都拉萨 | 2009年4月10日  | 2013年5月5日   | 4年25天  | - 33名部长 - 40名副部长                |
| 19 | 第二次纳吉内阁   | 纳吉·阿都拉萨 | 2013年5月6日   | 2018年5月9日   | 5年3天   | - 38名部长 - 34名副部长                |
| 20 | 第七次马哈迪内阁 | 马哈迪·莫哈末 | 2018年5月10日  | 2020年2月29日  | 1年295天 | - 28名部长 - 27名副部长                |
| 21 | 慕尤丁内阁       | 慕尤丁·雅辛   | 2020年3月1日   | 2021年8月20日  | 1年172天 | 四位高级部长 - 32名部长 - 37名副部长   |
| 22 | 沙比里內閣       | 依斯迈沙比里  | 2021年8月21日  | 2022年11月24日 | 1年95天  | 四位高级部长 - 31名部长 - 38名副部长   |
| 23 | 安华内阁         | 安华·依布拉欣 | 2022年11月24日 | 现任           | 2年200天 | - 28名部长 - 27名副部长                |